# Gymnochthebius inlineatus
Gymnochthebius inlineatus är en skalbaggsart som beskrevs av Perkins 2005. Gymnochthebius inlineatus ingår i släktet Gymnochthebius och familjen vattenbrynsbaggar. Inga underarter finns listade i Catalogue of Life.